# Tilton (Illinois)
Tilton – wieś w Stanach Zjednoczonych, w stanie Illinois, w hrabstwie Vermilion.